# Гинилевич Григорій
Григорій Гинилевич (5 лютого 1809, Яворів — 30 листопада 1871) — громадський і політичний діяч Галичини, греко-католицький священик. Член Головної Руської Ради, учасник Собору руських учених і Слов'янського конгресу в Празі 1848. Посол на Галицький сейм у 1861—1866 роках.

## Життєпис
Народився в м. Яворові (нині Львівської області, Україна) у сім'ї бідного міщанина.
Вчився на юридичному факультеті Львівського університету, згодом у 1835—1840 роках навчався в інституті св. Авґустина у Відні, де здобув докторат з богослов'я. Під час революції 1848 в Австрії — один із діячів українського національно-визвольного руху. Мешканці Яворова створили свою самооборону, зброю якій на зібрані громадою кошти довозив зі Львова Гинилевич. Як член української делегації на Слов'янському з'їзді в Празі 1848, добився укладення угоди про фактичне зрівняння політичних і національних прав галицьких поляків і українців.
Заснував у Яворові місцеву руську раду і єдину в краї українську національну гвардію (понад 300 осіб, переважно міщан-ремісників). Після 1848 року займав кілька вищих посад у Перемишльській єпархіальній адміністрації, сприяв заснуванню українських шкіл. Був парохом сіл Грушів і Шкло, згодом — міста Яворів.
Член Головної Руської Ради, учасник Собору руських учених і Слов'янського конґресу в Празі 1848. Москвофіл.
15 квітня 1861 року, під час  засідання на І сесії Галицького крайового сейму І скликання запропонував, щоб до складу однієї з комісій обирали послів, які знають як руську (українську), так і польську мови.